# Delio Onnis
Delio Onnis (* 24. März 1948 in Giuliano di Roma, Italien) ist ein ehemaliger argentinischer Fußballspieler. Er ist bis heute mit 299 Treffern der erfolgreichste Torschütze in der höchsten französischen Liga, der Division 1 (heute Ligue 1).

## Spielerkarriere
Delio Onnis' Familie wanderte wie viele ihrer Landsleute nach Argentinien aus, als er noch ein Kind war; dort erwarb er die argentinische Staatsbürgerschaft, behielt aber auch die italienische. Der 1,80 m große und zu besten Zeiten 80 kg wiegende Mittelstürmer, dessen Kennzeichen stets herabhängende Stutzen waren, kam im Verlauf der Spielzeit 1971/72 zu Stade de Reims und erzielte auf Anhieb 22 Tore für den französischen Klub, der seine besten Jahre zu diesem Zeitpunkt bereits hinter sich hatte und am Saisonende Platz 15 belegte. Nach einem weiteren Jahr in der Champagne wechselte Onnis zu AS Monaco, wo er bis 1980 spielte – und mit der Regelmäßigkeit eines Uhrwerks ins gegnerische Tor traf. 1976 stieg er mit den Monegassen in die 2. Liga ab, um nach dem sofortigen Wiederaufstieg seinen einzigen Meistertitel in 15 Jahren in Frankreich feiern zu können und auch dazu 29 Tore beizutragen. 1975 und 1980 gewann er die nationale Torjägerkrone in der D1, 1977 in der D2, in seiner letzten Saison bei Monaco zudem den französischen Pokal.
Dennoch wurde der Torjäger, der in seinen jungen Jahren bei Gimnasia y Esgrima de La Plata in Argentinien gespielt hat, ebenso wenig wie der gleichfalls in Frankreich höchst erfolgreiche Carlos Bianchi von Nationaltrainer Menotti für die WM 1978 in Argentinien berücksichtigt.
1980 verpflichtete ihn Tours FC für eine damalige Rekord-Ablösesumme, und Delio Onnis wurde in den drei Jahren erneut zweimal Torschützenkönig. Nach dessen Abstieg wechselte er an die Côte d’Azur zu SC Toulon, wurde auch hier noch einmal Torschützenkönig und beendete 1986 seine Spielerkarriere. 1987/88 betreute er seine letzte Mannschaft noch eine Saison lang als Co-Trainer.
Von 1992 bis 1994 arbeitete Onnis als Trainer bei Paris FC.

## Stationen und Tore
Onnis' Karriere saisonweise:
|         | Saison         | Verein | Tabellen- platz | Treffer | Platz Tor- jägerliste                          | Bemerkungen |
| 1971/72 | Stade de Reims | 15.    | 22              | 4.      |                                                |             |
| 1972/73 | Stade de Reims | 8.     | 17              | 6.      |                                                |             |
| 1973/74 | AS Monaco      | 16.    | 26              | 4.      |                                                |             |
| 1974/75 | AS Monaco      | 10.    | 30              | 1.      |                                                |             |
| 1975/76 | AS Monaco      | 18.    | 29              | 2.      | hinter seinem Landsmann Carlos Bianchi (Reims) |             |
| 1976/77 | AS Monaco      | (1.)   | (30)            | (1.)    | in der D2 (zweite Liga)                        |             |
| 1977/78 | AS Monaco      | 1.     | 29              | 2.      | erneut hinter Bianchi (jetzt PSG)              |             |
| 1978/79 | AS Monaco      | 4.     | 22              | 2.      | hinter Bianchi (PSG)                           |             |
| 1979/80 | AS Monaco      | 4.     | 21              | 1.      | zusammen mit Erwin Kostedde (Laval)            |             |
| 1980/81 | Tours FC       | 18.    | 24              | 1.      |                                                |             |
| 1981/82 | Tours FC       | 11.    | 29              | 1.      |                                                |             |
| 1982/83 | Tours FC       | 18.    | 11              | 20.     |                                                |             |
| 1983/84 | SC Toulon      | 16.    | 21              | 1.      | zusammen mit Patrice Garande (Auxerre)         |             |
| 1984/85 | SC Toulon      | 6.     | 17              | 4.      |                                                |             |
| 1985/86 | SC Toulon      | 16.    | 1               | ---     | nur noch 8 Spiele absolviert                   |             |

## Erfolge
- Französischer Meister: 1978
- Französischer Pokalsieger: 1980
- Torschützenkönig der D1: 1975, 1980, 1981, 1982, 1984 (und Zweiter 1976, 1978, 1979)
- Erfolgreichster Torschütze aller Zeiten in Frankreichs höchster Spielklasse mit 299 Toren